# Milíčova modlitebna
Milíčova modlitebna či Milíčova kaple je sakrální stavba stojící na nároží ulic Rektorská a Na Universitním statku v Praze 10–Malešicích. Od konce roku 2017 je v užívání pražského sboru Ochranovského seniorátu Českobratrské církve evangelické, který budovu a pozemek kolem ní také vlastní. Je pojmenovaná podle českého kazatele ze 14. století Jana Milíče z Kroměříže.

## Historie budovy

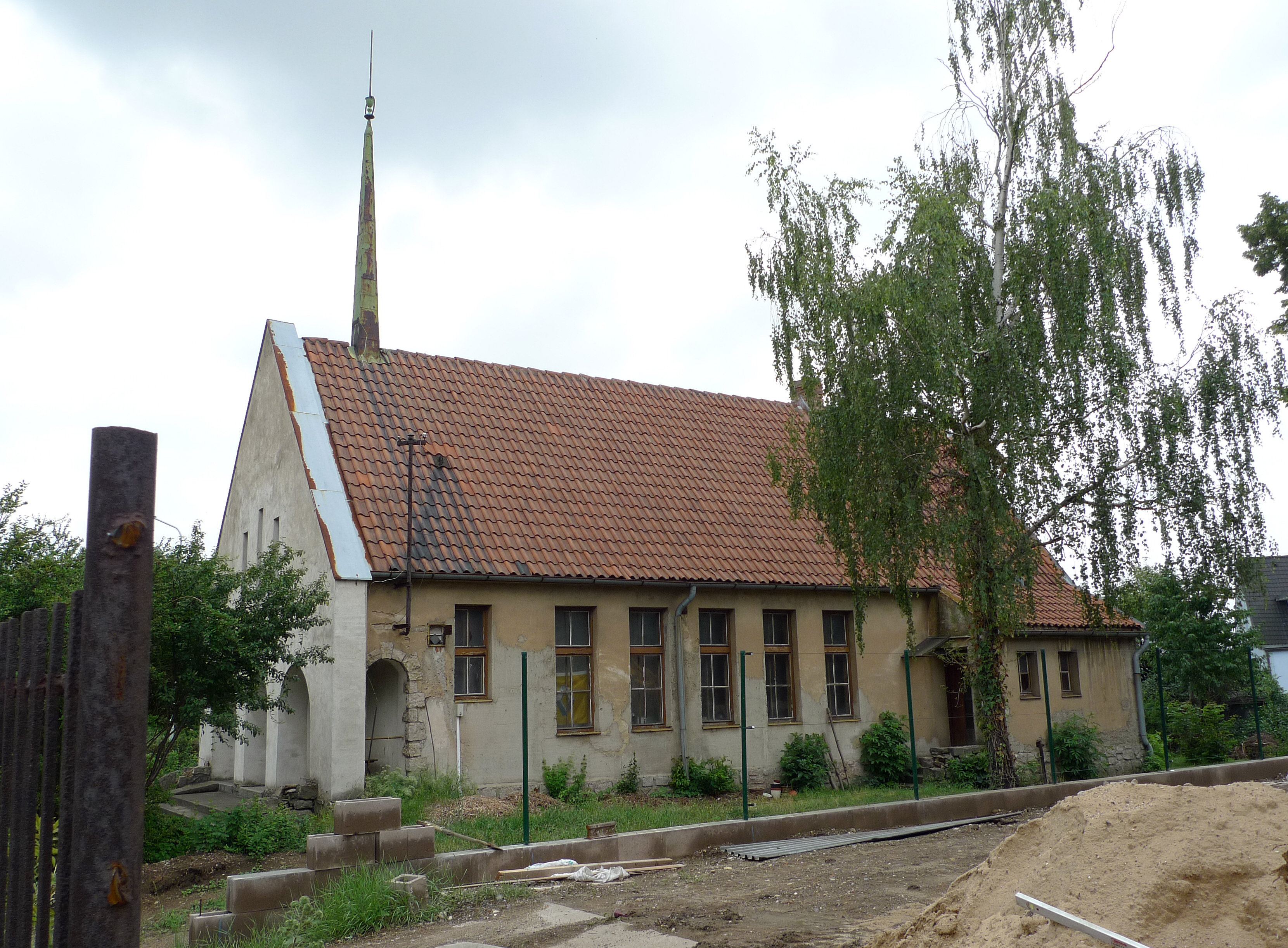
Malešický evangelický kostel - Milíčova modlitebna před rekonstrukcí.

Architektem budovy z let 1950–1952 byl Bohumil Bareš. Je zvnějšku podobná památkově chráněnému evangelickému kostelu v Rožnově pod Radhoštěm a dalším stavbám od téhož architekta. Otevřena byla 18. května 1952 za účasti synodního seniora Viktora Hájka.
Modlitebna byla v provozu do začátku 80. let 20. století, kdy byla kvůli špatnému stavu budovy, malému počtu věřících a dostatečnému množství evangelických sborů v okolí uzavřena. Až do roku 2005 byla v majetku Farního sboru Českobratrské církve evangelické v Praze 3 - Jarov, od kterého ji za 2,7 milionu Kč vykoupila centrála církve. Bylo promýšleno několik variant, jak s objektem naložit, o modlitebně debatoval na svých zasedáních Synod ČCE. Jeden z plánů byl modlitebnu zbourat a uvolnit tak místo pro novostavbu bytového domu či koleje studentů Evangelické teologické fakulty Univerzity Karlovy, nebo jiného objektu. O bydlení tak daleko ETF by ovšem její studenti pravděpodobně neměli zájem. Alternativou k výstavbě bylo „investiční využití pozemku“, tj. zřejmě jeho prodej. Proti demolici a pro využití modlitebny jako komunitního a pastoračního centra usilovalo i občanské sdružení Kaple Rektorská. V lednu 2013 proběhl pochod místních občanů, kteří usilovali o záchranu modlitebny. K dlouhému neřešení budoucnosti objektu došlo i kvůli protahování vyrovnání státu s církvemi.
V listopadu 2014 pak od ústředí církve budovu koupil pražský sbor Ochranovského seniorátu (původně Jednota bratrská), který od roku 2000 neměl vlastní prostory. Proběhla rekonstrukce objektu a počínaje první nedělí adventní 2017 zde probíhají pravidelné nedělní bohoslužby od 9:30 hodin. Je plánována také přístavba provozní části podle návrhu architekta Davida Vávry.

## Interiér
V modlitebně je sociální zázemí a sál pro cca 50 osob a plánuje se moderní dostavba za stávající kaplí za asi 6,5 milionu korun, která ale zatím vázne na nesouhlasu sousedů včetně obavy, že přístavba kaple zvýší teroristickou hrozbu v lokalitě. Při rekonstrukci zůstal zachován původní ráz sálu, změnila se barva podlahy na červenou a barva čelní stěny za stolem Páně na zelenou. V sále jsou nové židle a na čelní stěně visí světlý dřevěný kříž od Zdara Šorma, který má v profilu vyřezaný kalich, do kterého jakoby stéká červená Kristova krev. Na rameni kříže je ozdobným písmem napsáno „Amen amen“. Ze světlého dřeva je také nový stůl Páně s Beránkem, znakem Jednoty bratrské. Na kruchtě jsou varhany z původní budovy sboru. Při rekonstrukci byla odstraněna stará kazatelna.